# Damias insignis
Damias insignis är en fjärilsart som beskrevs av Rothschild 1912. Damias insignis ingår i släktet Damias och familjen björnspinnare. Inga underarter finns listade i Catalogue of Life.